# Сосногорск (городское поселение)
Сосногорск — административно-территориальная единица (административная территория город республиканского значения с прилегающей территорией) и муниципальное образование (городское поселение с полным официальным наименованием муниципальное образование городского поселения «Сосногорск») в составе муниципального района Сосногорск Республики Коми Российской Федерации.
Административный центр — город Сосногорск.

## История
Статус и границы административной территории установлены Законом Республики Коми от 6 марта 2006 года № 13-РЗ «Об административно-территориальном устройстве Республики Коми».
Статус и границы городского поселения установлены Законом Республики Коми от 5 марта 2005 года № 11-РЗ «О территориальной организации местного самоуправления в Республике Коми».

## Население
| 2009    | 2010    | 2011    | 2012    | 2013    | 2014    | 2015    |
| ------- | ------- | ------- | ------- | ------- | ------- | ------- |
| 49 178  | ↘28 139 | ↘28 079 | ↘27 854 | ↗33 088 | ↘32 744 | ↘32 411 |
| 2016    | 2017    | 2018    | 2019    | 2020    | 2021    | 2024    |
| ↘32 079 | ↘31 880 | ↘26 388 | ↘26 130 | ↘26 004 | ↘25 475 | ↘24 843 |

## Состав
Состав административной территории и городского поселения:
| №  | Населённый пункт | Тип населённого пункта        | Население |
| -- | ---------------- | ----------------------------- | --------- |
| 1  | Аким             | деревня                       | 21        |
| 2  | Верхнеижемский   | посёлок                       | ↘852      |
| 3  | Винла            | деревня                       | 77        |
| 4  | Вис              | посёлок                       | ↘370      |
| 5  | Иван-Ёль         | посёлок                       | ↘0        |
| 6  | Ираёль           | посёлок                       | ↘750      |
| 7  | Керки            | посёлок                       | ↘689      |
| 8  | Лыаёль           | посёлок                       | 382       |
| 9  | Малая Пера       | посёлок                       | 469       |
| 10 | Пожня            | деревня                       | 352       |
| 11 | Поляна           | посёлок                       | 726       |
| 12 | Порожск          | деревня                       | 101       |
| 13 | Сосногорск       | город, административный центр | ↘21 850   |
| 14 | Усть-Ухта        | село                          | 1052      |